# コワーキング

インドネシアのコワーキングスペース

コワーキング（Coworking）とは、事務所スペース、会議室、打ち合わせスペースなどを共有しながら独立した仕事を行う共働ワークスタイルを指す。一般的なオフィス環境とは異なり、コワーキングを行う人々は同一の団体には雇われていないことが多い。通常、在宅勤務を行う専門職従事者や起業家、フリーランス、出張が多い職に就く者など、比較的孤立した環境で働くことになる人が興味を持つことが多い。
コワーキングは独立して働きつつも価値観を共有する参加者同士のグループ内で社交や懇親が図れる働き方であり、コスト削減や利便性といったメリットだけではなく、才能ある他の分野の人たちと刺激し合い、仕事上での相乗効果が期待できるという面も持つ。

## 概要
コワーキングが行われる環境（「コワーキングスペース」と呼ばれることもある）はシェアオフィスやレンタルオフィスとは異なり、実務を行う場所が個室ではなく図書館のようなオープンスペースとなっている。また、すべてのスペースを共有したり、イベントを行ったりといった試みを通して参加者同士のコミュニティ育成を重要視する傾向が強いことも大きな違いのひとつである。一部のコワーキングスペースは、固定した仕事場に留まらないノマド的なIT系起業家が、カフェや小規模/自宅オフィスでの孤立した仕事環境の代わりとなる場所を求める動きと共に発展した。2007年に行われた調査で、多くの非雇用者が在宅勤務を行うことによって孤独を感じたり、対人交流がなくなってしまうことに不安を感じていることが分かった。また、およそ3分の1から半数の民間・行政労働者は、自宅での仕事を望んでいないと回答したコワーキングは、多くのフリーランスの人々が在宅勤務において直面する孤立感という問題を解決すると同時に、家庭で働くことによる集中力低下となる材料を回避することもできる。また承認欲求を高いレベルで充足する場にもなっている。
ビジネス促進施設、インキュベーション施設、ビジネスエグゼクティブ向けオフィスなどはコワーキングのモデルには当てはまらないように見受けられる。これらにおいては、社交性、コラボレーション的要素、形式張らないインフォーマルさといった面がなく、利益よりもコミュニティに焦点を置いた協同組合的な管理形態ではないのがその違いであるといえる。海外では、コワーキングに参加者は BarCamp の参加者でもあったり、その他のオープンソーステクノロジーに関連した活動に関わっていることが多い。
コワーキングスペースは現在、世界中の都市にオープンしている。
コワーキングの元々の大きな目的は物理的な場所の確保だけではなく、コワーキングコミュニティをまず確立することにもある。コワーキングの利点はコワーキングスペース以外でも体験することができ、スペースをオープンする前の段階でコワーキングコミュニティを築くことからスタートしていくことが勧められている。しかし、新たにコミュニティを確立するのではなく、立ち上げの際にイベントを行ってターゲットグループを惹きつけることによって既存コミュニティの一部を取り込むコワーキングスペースもある。
コワーキングコミュニティの多くは、個人宅やカフェ、ギャラリー、多目的スペースなどでカジュアルコワーキングイベント（Jelly  など）を行うことによって形成されている。これらのイベントの間に参加者はコワーキングの利点を経験し、お互いを知ることができる。これには、後にコワーキングスペースに加入する際の心理的障壁を下げる効果がある。
- サンフランシスコの「Citizen Space」
- インドの「BHIVE Workspace」
- 名古屋市の「Camping Office osoto 久屋大通」

## 参加者層
2011年1月にアメリカで発表された調査結果によると、コワーカーの多くは20代後半〜30代後半で、平均年齢は34歳。3分の2が男性で、5人に4人が大学を卒業したのちに就職している。大半がクリエイティブ業界またはニューメディア関連の仕事を行っており、フリーランスとして働いている者が半数よりやや多い割合を占めている。しかし、特に給与所得者（サラリーマン）の割合が35％を占める米国において大企業のコワーキングへの試みが増えるに従い、サラリーマン層の割合も増えてきている。

## 履歴
「コワーキング」という用語は1999年にBernie DeKovenが初めて使用し、Brad Neubergが、2000年代初期から「9 to 5 group」と呼んでいた物理的な空間のことを表現するために2005年から使い始めた。
Neuberg氏はサンフランシスコに「Hat Factory」というコワーキングスペースを作った。これは、IT系の3名が入居する住居とオフィスが一体化したロフトで、日中は他者にもオープンになっていた。彼は、最初の「ワーク・オンリー」コワーキングスペースであり、世界的な広がりを生み出すきっかけとなった「Citizen Space（シチズンスペース）」の共同創始者の一人でもあった。現在では6つの大陸にまたがって、世界中に400箇所以上のコワーキングスペースが存在している。
サンフランシスコは依然としてコワーキングコミュニティ内において大きな存在感を持っており、pariSoma イノベーションロフト、HubSoMa、Citizen Space などを含む、現在増加中のコワーキングスペースのホームベースでもある。サンフランシスコを拠点とするコンサルティング会社 Citizen Agency は、Citizen Space というスペースをオープンしてコワーキングを積極的に促進してきた。ここではデスクスペースを賃貸しつつ、共有エリアでは無料のドロップイン（立ち寄り参加）ができる。また、コワーキングはその他の都市部にも広がっている。例えば現在はオレゴン州ポートランドにも、盛況なコワーキングスペースが多数ある。
日本国内でのコワーキングの始まりに関しては諸説あるが、「カフーツ」が2010年5月に国内で最初にコワーキングという名称を使い、欧米の先端事例を取り入れた形でサービスを開始している。